# Liste der Monuments historiques in Stenay
Die Liste der Monuments historiques in Stenay führt die Monuments historiques in der französischen Gemeinde Stenay auf.

## Liste der Immobilien
| Bezeichnung        | Beschreibung                                                                 | Standort                              | Kennzeichnung | Schutzstatus | Datum | Bild |
| ------------------ | ---------------------------------------------------------------------------- | ------------------------------------- | ------------- | ------------ | ----- | ---- |
| Zitadelle          | Magazingebäude, zwischen 1609 und 1615 erbaut; heute Europäisches Biermuseum | Stenay, 10 rue de la Citadelle (Lage) | PA00106639    | Inscrit      | 1986  |      |
| Wohnhaus           | Treppenturm, 17. Jahrhundert                                                 | Stenay, 30 rue de la Citadelle (Lage) | PA00106640    | Inscrit      | 1981  |      |
| Kapelle St-Lambert | Ruine; aus dem 12. und 13. Jahrhundert                                       | Cervisy, nördlich des Ortes (Lage)    | PA00106704    | Inscrit      | 1991  |      |

## Liste der Objekte
| Bezeichnung                                                       | Beschreibung | Standort                                 | Kennzeichnung | Schutzstatus | Datum | Bild |
| ----------------------------------------------------------------- | --- | ---------------------------------------- | ------------- | ------------ | ----- | ---- |
| Gemälde Innenansicht der Kirche St-Nicolas in Blois               | Ölfarbe auf Leinwand, vergoldeter Holzrahmen, 1886 von Henri Sauvage                                                          | Stenay, im Krankenhaus (Lage)            | PM55000852    | Classé       | 1991  |      |
| Drei Ampullen für die heiligen Öle                                | Silber, um 1700; im Museum deponiert                                                                                          | Stenay, in der Kirche St-Grégoire (Lage) | PM55000876    | Classé       | 1991  |      |
| Ziborium                                                          | Silber, vergoldet, Mitte des 19. Jahrhunderts, von Pierre Henry Favier; im Museum deponiert                                   | Stenay, in der Kirche St-Grégoire (Lage) | PM55001107    | Classé       | 1993  |      |
| Tür mit sechs Szenen aus dem Leben Christi                        | Eichenholz, 18. Jahrhundert, von Abraham von Orval                                                                            | Stenay, in der Krankenhauskapelle (Lage) | PM55000610    | Classé       | 1909  |      |
| Orgel                                                             | Haupteintrag für PM55000611                                                                                                   | Stenay, in der Kirche St-Grégoire (Lage) | PM55001413    | Classé       | 1981  |      |
| Orgelprospekt                                                     | 1716 von Henri Baillard gebaut                                                                                                | Stenay, in der Kirche St-Grégoire (Lage) | PM55000611    | Classé       | 1981  |      |
| Prozessionskreuz                                                  | Messing, versilbert, um 1800; im Centre départemental d’art sacré in Saint-Mihiel deponiert                                   | Stenay, in der Kirche St-Grégoire (Lage) | PM55002391    | Inscrit      | 1988  |      |
| Konsoltisch                                                       | Holz, Marmor, zweite Hälfte des 18. Jahrhunderts; verschwunden                                                                | Stenay, in der Kirche St-Grégoire (Lage) | PM55000609    | Classé       | 1913  |      |
| Acht Gemälde mit Szenen aus Altem und Neuem Testament             | Ölfarbe auf Leinwand, 18. Jahrhundert, von Abraham von Orval                                                                  | Stenay, in der Kirche St-Grégoire (Lage) | PM55000605    | Classé       | 1907  |      |
| Adlerpult                                                         | Holz, 18. Jahrhundert; um 1945 verschwunden                                                                                   | Stenay, in der Kirche St-Grégoire (Lage) | PM55000606    | Classé       | 1913  |      |
| Baldachin des Hauptaltars                                         | Marmor, Holz, 18. Jahrhundert                                                                                                 | Stenay, in der Kirche St-Grégoire (Lage) | PM55000608    | Classé       | 1913  |      |
| Kanzel und Wandvertäfelung                                        | Holz, 18. Jahrhundert; 1997 teilweise gestohlen                                                                               | Stenay, in der Kirche St-Grégoire (Lage) | PM55000607    | Classé       | 1913  |      |
| Tablett mit zwei Kännchen                                         | Silber, vergoldet, Mitte des 19. Jahrhunderts, von Pierre Henry Favier; im Museum deponiert                                   | Stenay, in der Kirche St-Grégoire (Lage) | PM55001106    | Classé       | 1993  |      |
| Kommunionsteller                                                  | Silber, 18. Jahrhundert; im Museum deponiert                                                                                  | Stenay, in der Kirche St-Grégoire (Lage) | PM55000875    | Classé       | 1991  |      |
| Gemälde Papst Gregor I. und der heilige Augustinus von Canterbury | Ölfarbe auf Leinwand, vergoldeter Holzrahmen, 1834 von François Nouviaire                                                     | Stenay, in der Kirche St-Grégoire (Lage) | PM55001105    | Classé       | 1993  |      |
| Gemälde Maria Immaculata                                          | Ölfarbe auf Leinwand, vergoldeter Holzrahmen, 1836 von François Nouviaire                                                     | Stenay, in der Kirche St-Grégoire (Lage) | PM55001104    | Classé       | 1993  |      |
| Aktenschrank                                                      | Eichenholz, 18. Jahrhundert                                                                                                   | Stenay, in der Mairie (Lage)             | PM55002394    | Inscrit      | 1994  |      |
| Skulptur Mater dolorosa                                           | Holz, farbig gefasst, um 1500                                                                                                 | Stenay, in der Kirche St-Grégoire (Lage) | PM55002392    | Inscrit      | 1980  |      |
| Fünf Arzneigefäße                                                 | Fayence, 18. Jahrhundert | Stenay, im Krankenhaus (Lage)            | PM55000854    | Classé       | 1991  |      |
| Gemälde Jesus heilt einen Blindgeborenen                          | Ölfarbe auf Leinwand, vergoldeter Holzrahmen, Ende des 18. Jahrhunderts, eventuell von Abraham von Orval; im Museum deponiert | Stenay, im Krankenhaus (Lage)            | PM55000842    | Classé       | 1991  |      |
| Wandvertäfelung mit Einbauschränken                               | Eichenholz, Schmiedeeisen, um 1749 von François Fontaine                                                                      | Stenay, im Krankenhaus (Lage)            | PM55000853    | Classé       | 1991  |      |
| Kelch                                                             | Kristallglas, um 1790; im Museum deponiert                                                                                    | Stenay, in der Kirche St-Grégoire (Lage) | PM55000884    | Classé       | 1991  |      |
| Expositionsnische für eine Marienskulptur                         | Holz, vergoldet, Anfang des 19. Jahrhunderts                                                                                  | Stenay, in der Kirche St-Grégoire (Lage) | PM55002718    | Inscrit      | 2010  |      |
| Chorgestühl                                                       | zwei zweisitzige Bänke; Eichenholz, 18. Jahrhundert                                                                           | Stenay, in der Kirche St-Grégoire (Lage) | PM55002393    | Inscrit      | 1995  |      |